# Bayelsa United Football Club
O Bayelsa United Football Club é um clube de futebol com sede em Yenagoa, Bayelsa, Nigéria. A equipe compete no Campeonato Nigeriano de Futebol.

## História
O clube foi fundado em 2000.